# Deggendorf

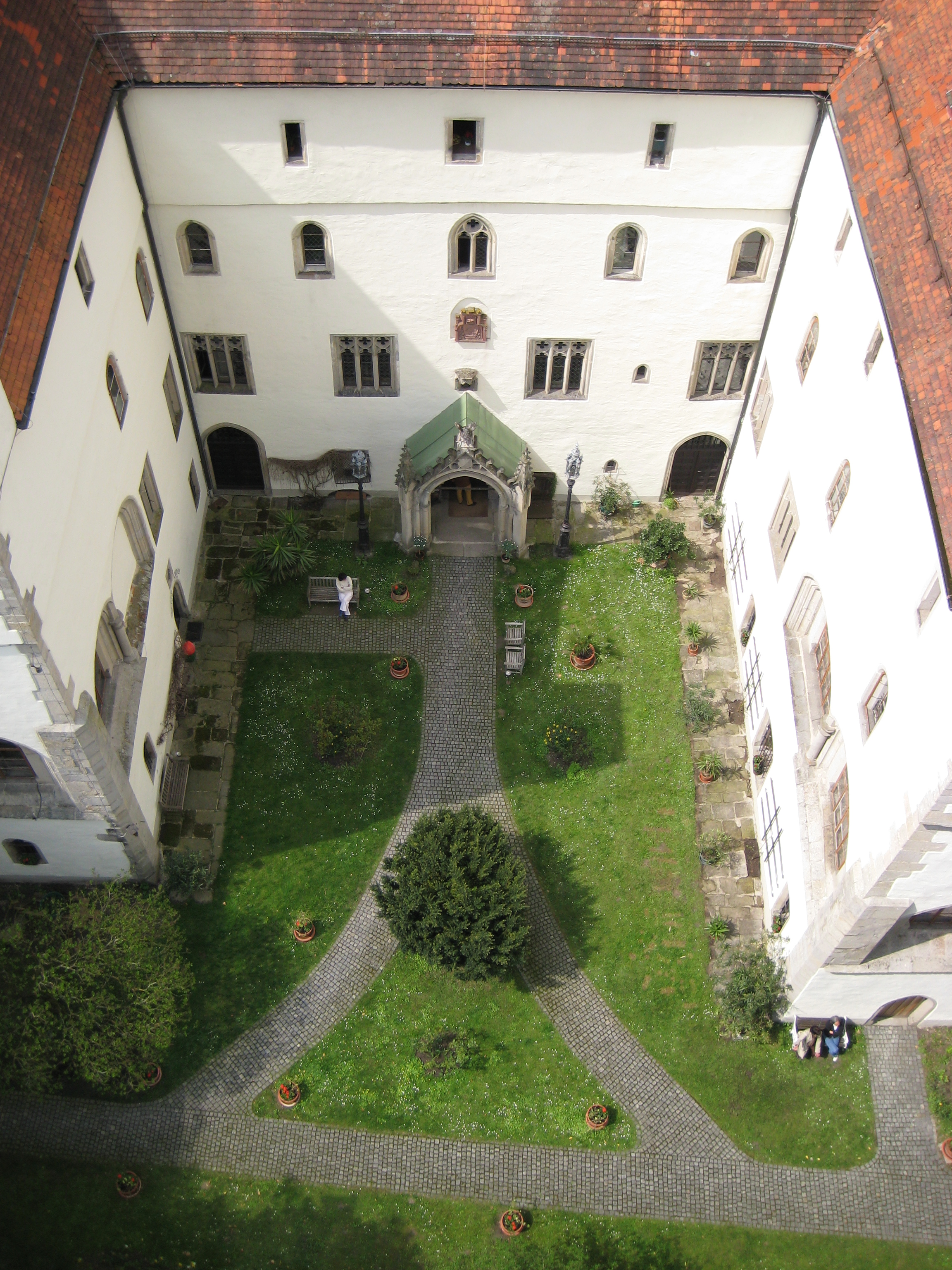
Deggendorf
(Castelul Egg)

Deggendorf este un oraș în landul Bavaria, Germania.

## Personalități
- Karin Thaler, actriță